# Myctolaimus pellucidus
Myctolaimus pellucidus är en rundmaskart. Myctolaimus pellucidus ingår i släktet Myctolaimus och familjen Cylindrocorporidae. Inga underarter finns listade i Catalogue of Life.